# Louis-Alexandre de Cessart
Louis-Alexandre de Cessart, né à Paris le 25 août 1719 et mort à Rouen le 12 avril 1806, est un ingénieur français des ponts et chaussées.
Cessart effectue un bref passage dans les armées françaises pendant sa jeunesse, avant de mettre un terme à sa carrière militaire du fait des problèmes de santé qu'il engendre. Il entre alors en 1747 à l'École royale des ponts et chaussées fondée la même année par Jean-Rodolphe Perronet.
Il commence sa carrière d'ingénieur par la construction du pont Cessart, à Saumur, avant de concevoir des quais et d'autres aménagements portuaires en Normandie, qui lui bâtissent une solide réputation dans le domaine des travaux maritimes.
Dans les années 1780, le projet de digue ceinturant le port de Cherbourg lui est confié, et il imagine pour cela une construction utilisant des cônes de grandes dimensions remorqués et empierrés au large. Il termine sa carrière par la conception du pont des Arts, à Paris.

## Jeunesse et formation
Louis-Alexandre de Cessart naît à Paris le 25 août 1719. En 1742, à l'âge de 23 ans, il embrasse une carrière militaire au sein de la gendarmerie de la Maison du Roi. Cela l'amène ainsi à prendre part à la guerre de Succession d'Autriche, au cours de laquelle il combat dans les Flandres. Il s'illustre lors de la bataille de Fontenoy en 1745, puis à celle de Rocoux, en 1746. Les quatre années de campagne l'éprouvent toutefois, si bien qu'il doit mettre un terme à sa carrière militaire en 1747, pour des raisons de santé. Cessart choisit alors de devenir ingénieur : à cet effet, il fait partie des premiers élèves admis à la nouvelle École royale des ponts et chaussées, fondée par Jean-Rodolphe Perronet la même année. Il y étudie de 1747 à 1751.

## Ingénieur des ponts et chaussées

### Début de carrière: du pont Cessart aux travaux maritimes
Tandis qu'il achève ses études d'ingénieur en 1751, Louis-Alexandre de Cessart commence sa carrière au sein du Corps royal des ponts et chaussées sous la direction de Jean-Baptiste de Voglie, lequel est alors ingénieur en chef de la généralité de Tours. Il y généralise notamment l'utilisation de la « scie à récéper »,. La construction du pont de Saumur, dirigée par Voglie, lui donne l'occasion d'introduire en France le système de fondations par caissons pour les piles de pont, technique qu'il adapte aux particularités du site. Il fait installer pour cela 116 pilotis, sur lesquels sont posés des caissons étanches qui permettent de réaliser à sec la maçonnerie des piles du pont.
Cessart quitte Saumur en 1766, avant d'accéder au rang d'ingénieur en chef de la généralité d'Alençon en 1767, puis de celle de Rouen en 1776,. Il organise et supervise la construction de plusieurs infrastructures côtières et fluviales, comme les quais de Rouen, ainsi que les écluses de Dieppe et du Tréport. En outre, il conçoit un projet d'extension du port du Havre. Ces aménagements, exécutés sous sa direction par l'ingénieur Jacques-Élie Lamblardie, contribuent à lui établir une notoriété certaine dans le domaine des travaux maritimes.

### Travaux de la rade de Cherbourg

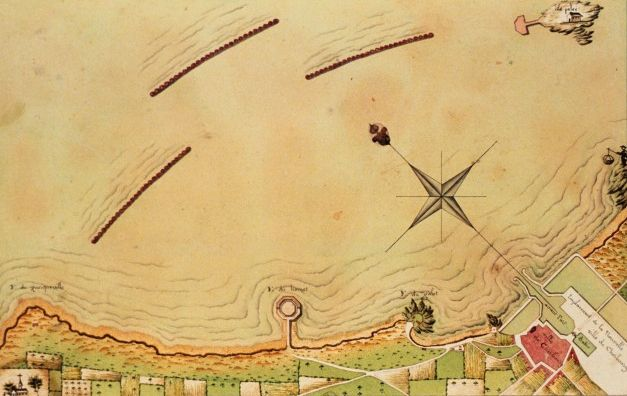
La vision de de Cessart.

Les aménagements portuaires conduits sous la direction de Cessart sont une réussite qui amène le secrétaire d'État de la Marine à lui confier la conception et la construction d'une digue devant protéger le futur arsenal de Cherbourg. Ce projet de digue s'inscrit dans un vaste plan destiné à fortifier Cherbourg (Cherbourg-en-Cotentin depuis le 1er janvier 2016), avant-poste dans la Manche et témoin de nombreuses batailles navales. L'ingénieur militaire Vauban avait déjà proposé un plan de travaux de fortification qui n'avait pas été mis en application.
En 1781, Cessart présente un projet innovant, employant à une plus grande échelle la méthode des caissons dont il avait déjà fait usage pour le pont de Saumur. Pour bâtir la digue, il propose l'immersion de 90 cônes tronqués constituant la structure du môle. Ces cônes, faits d'une charpente en bois et remplis de pierres, sont de grande dimension, mesurant 50 m de diamètre à leur base, 20 m de diamètre au sommet, pour une hauteur allant de 20 à 24 m. Ils doivent d'abord être fabriqués sur terre, avant d'être remorqués au large pour y être lestés et installés, afin de former la digue, d'une longueur de 4 000 m. Après des premiers essais concluants, le projet est approuvé par le secrétaire d'État de la Marine.
Les travaux sont entrepris en 1783 dans une atmosphère d'enthousiasme général, confortée par le succès des premières réalisations. Toutefois, le projet voit sa taille réduite par rapport au plan originel pour des raisons d'économies. Malgré ce premier écueil, le roi Louis XVI, qui porte un vif intérêt et attache une grande importance à la construction de la digue, visite le 23 juin 1786 le chantier et assiste au remorquage du neuvième cône. Mais si le projet se poursuit, il rencontre de nouveaux obstacles. Sur le plan technique, la digue en construction est sujette à de graves avaries dues à la vigueur des marées et aux tempêtes qui balayent la pointe du Cotentin. Ces déboires ralentissent l'avancée des travaux et le projet prend du retard. Sur le plan professionnel, Cessart, ingénieur des ponts et chaussées, doit affronter l'opposition des ingénieurs de la Marine, qui modifient peu à peu les plans de construction et espacent les cônes, dénaturant ainsi le projet. En outre, des critiques s'élèvent contre son coût jugé trop grand. Face à ces diverses contrariétés, Louis-Alexandre de Cessart s'épuise peu à peu : aussi demande-t-il qu'on lui retire la direction des travaux en 1791, las de lutter « contre les éléments et contre les hommes ».
L'ingénieur Joseph Cachin le remplace et achève les travaux au cours des deux décennies suivantes, en appliquant la technique proposée par l'officier de Marine Louis de La Couldre de La Bretonnière : immerger de vieux vaisseaux de combat et des pierres perdues, et en maçonner la partie supérieure afin d'y asseoir la digue. Même si l'entreprise de Cessart constitue un demi-échec, les innovations qu'il a apportées et l'expérience acquise sur l'immersion des cônes empierrés sont aujourd'hui considérées comme initiatrices des techniques actuelles de construction en mer.

### Dernières réalisations
Louis-Alexandre de Cessart est nommé inspecteur général des ponts et chaussées en 1783, tandis qu'il dirige les travaux de la digue de Cherbourg. En 1786, inspiré par les rouleaux dont les jardiniers se servent pour aplanir les chemins des jardins, il invente un modèle de rouleau compresseur, dont il présente le principe et les dimensions le 5 février 1787 aux autres ingénieurs du Corps des ponts et chaussées, Enfin, de 1801 à 1804, Louis-Alexandre de Cessart assiste à l'édification du pont des Arts, premier pont métallique de France dont il participe à la conception. Il prend sa retraite à la fin de la construction de la passerelle, âgé de quatre-vingt-cinq ans, et meurt deux ans plus tard, le 12 avril 1806,.

## Publications
- Description des travaux hydrauliques de Louis-Alexandre de Cessart par Louis-Victor Dubois d'Arneuville, A.-A. Renouard, Paris, 2 volumes :
  - tome premier (1806) (lire en ligne)
  - tome second (1808) (lire en ligne)

#### Ouvrages et notices biographiques
- Guy Coronio (dir.) et al., 250 ans de l'École des Ponts en cent portraits, Paris, Presses de l'École nationale des ponts et chaussées, 1997, 221 p. (ISBN 2-85978-271-0), « Louis Alexandre de Cessart », pp. 44-46.
- Louis de Grandmaison, Essai d'armorial des artistes français. Lettres de noblesse. Preuves pour l'Ordre de Saint-Michel, p. 397, Réunion des sociétés savantes des départements à la Sorbonne. Section des beaux-arts, Ministère de l'instruction publique, 1903, 27e session (lire en ligne).
- Christian Labrousse et Jean-Pierre Poirier, La science en France : dictionnaire biographique des scientifiques français de l'an mille à nos jours, Paris, Jean-Cyrille Godefroy, 2017, 1494 p. (ISBN 978-2-86553-293-3), entrée « Cessart, Louis Alexandre de », pp. 300-301.
- François Pierre Hardouin Tarbé de Saint-Hardouin, Notices biographiques sur les ingénieurs des Ponts et Chaussées depuis la création du corps en 1716 jusqu'à nos jours, Paris, Éditeur Baudry, 1884, 276 p. (lire en ligne), « de Cessart », pp. 39-40.

#### Études de l'œuvre de Cessart
- Paul Bissegger, « Le rouleau compresseur, une innovation du XIXe siècle en génie civil : développement international et introduction en Suisse romande, particulièrement dans le canton de Vaud », Revue suisse d’histoire, vol. 40, no 4,‎ 1990, p. 361-381 (lire en ligne, consulté le 22 septembre 2018).
- Antoine Picon (dir.) et al., L'art de l'ingénieur : constructeur, entrepreneur, inventeur, Paris, Centre Georges Pompidou et Le Moniteur, 1997 (ISBN 978-2-85850-911-9), p. 114.